# Мукденское соединение ПВО
26-я Мукденская дивизия ПВО (26-я д ПВО) — соединение противовоздушной обороны вооружённых сил СССР.

## История организационно-штатного строительства
- 246-я истребительная авиационная дивизия[1];
- 246-я истребительная авиационная Мукденская дивизия[1];
- 246-я истребительная авиационная Мукденская дивизия ПВО[1];
- 26-я Мукденская дивизия ПВО[1];
- 39-й Мукденский корпус ПВО[1];
- 94-я Мукденская дивизия ПВО[1];
- Войсковая часть (Полевая почта) 45095[1].

## История соединения
26-я Мукденская дивизия ПВО была сформирована в 1960 году на базе 246-й истребительной Мукденской авиационной дивизии, от которой унаследовала своё почётное наименование. Дивизия вошла в состав сформированной 14-й отдельной армии ПВО Войск ПВО Страны и несла боевое дежурство по охране воздушного пространства Восточной Сибири. Штаб, управление и три полка дивизии на постоянной основе базировались в Иркутске в Красных казармах, а другие части и подразделения в населенных пунктах Иркутской области, Бурятии, Якутии и Забайкалья.
В состав дивизии вошли:
- 22-й истребительный авиационный полк (Безречная, Читинская область);
- 350-й истребительный авиационный полк (Белая, Иркутская область);
- 712-й гвардейский истребительный авиационный полк (Канск, Красноярский край);
- 394-й зенитно-ракетный полк (Улан-Удэ, Бурятская АССР);
- 420-й зенитно-ракетный полк (Мирный, Иркутская область);
- 661-й зенитно-ракетный полк (Шелехов, Иркутская область);
- 666-й зенитно-ракетный полк (Усолье-Сибирское, Иркутская область);
- 667-й зенитно-ракетный полк (Иркутск, Иркутская область);
- 1247-й зенитно-ракетный полк (Ангарск, Иркутская область);
- 92-й радиотехнический полк (Тикси, Якутская АССР);
- 97-й радиотехнический полк (Иркутск, Иркутская область);
- 157-й радиотехнический полк (Якутск, Якутская АССР);
- 158-й радиотехнический полк (Чита, Читинская область);
- 214-й узел связи (Иркутск, Иркутская область).

5 февраля 1980 года дивизия развёрнута в 39-й Мукденский корпус ПВО. Корпус входил в состав 14-й отдельной армии ПВО Войск ПВО Страны.
3 марте 1988 года — Мукденский корпус ПВО вновь свёрнут в 94-ю Мукденскую дивизию, части которой в начале 1990-х гг. были расформированы, переданы другим соединениям ПВО, покинули места прежней дислокации.

## В казармах героев Порт-Артура

Руины Красных казарм

Штаб и учебные части Мукденского соединения ПВО размещались в иркутских Красных казармах, возведенных в начале XX века специально для размещения 27-го Восточно-Сибирского и 28-го Восточно-Сибирского стрелковых полков, отличившиеся при обороне Порт-Артура и по окончании Русско-японской войны 1904—1905 гг. передислоцированных в г. Иркутск.
Комплекс Красных казарм являлся образцом военной архитектуры начала XX века, он хорошо сохранился ко времени размещения в нём частей 26-й Мукденской дивизии ПВО и включал в себя казармы, жилые дома для семей офицеров, склады и т. д. После расформирования Мукденской дивизии ПВО и передислокации её остатков, казармы пришли в запустение, частично были разрушены. Сохранившуюся часть комплекса казарм ныне занимают учреждения ГУИН.

## Техника и вооружение Мукденского соединения

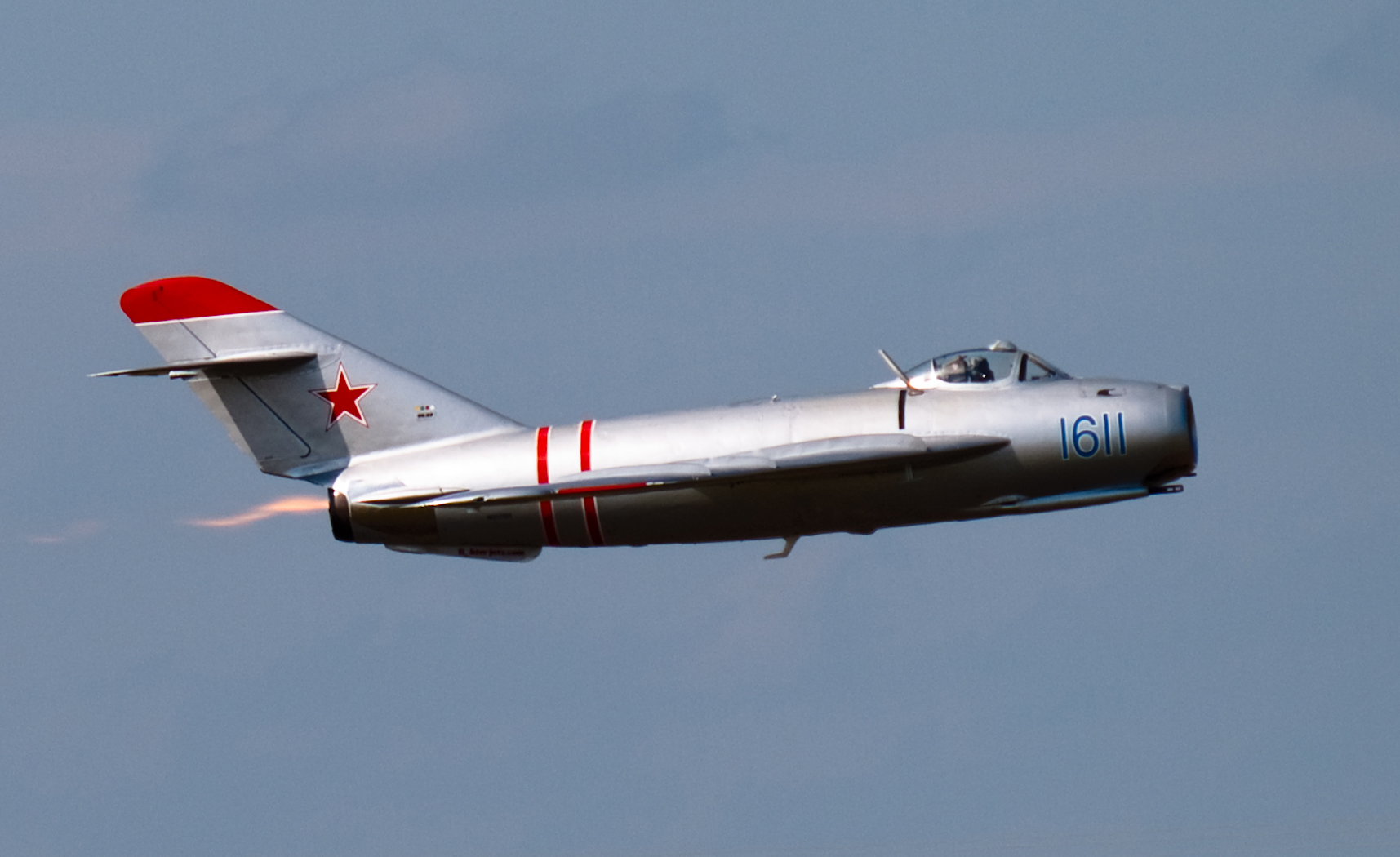
МиГ-17
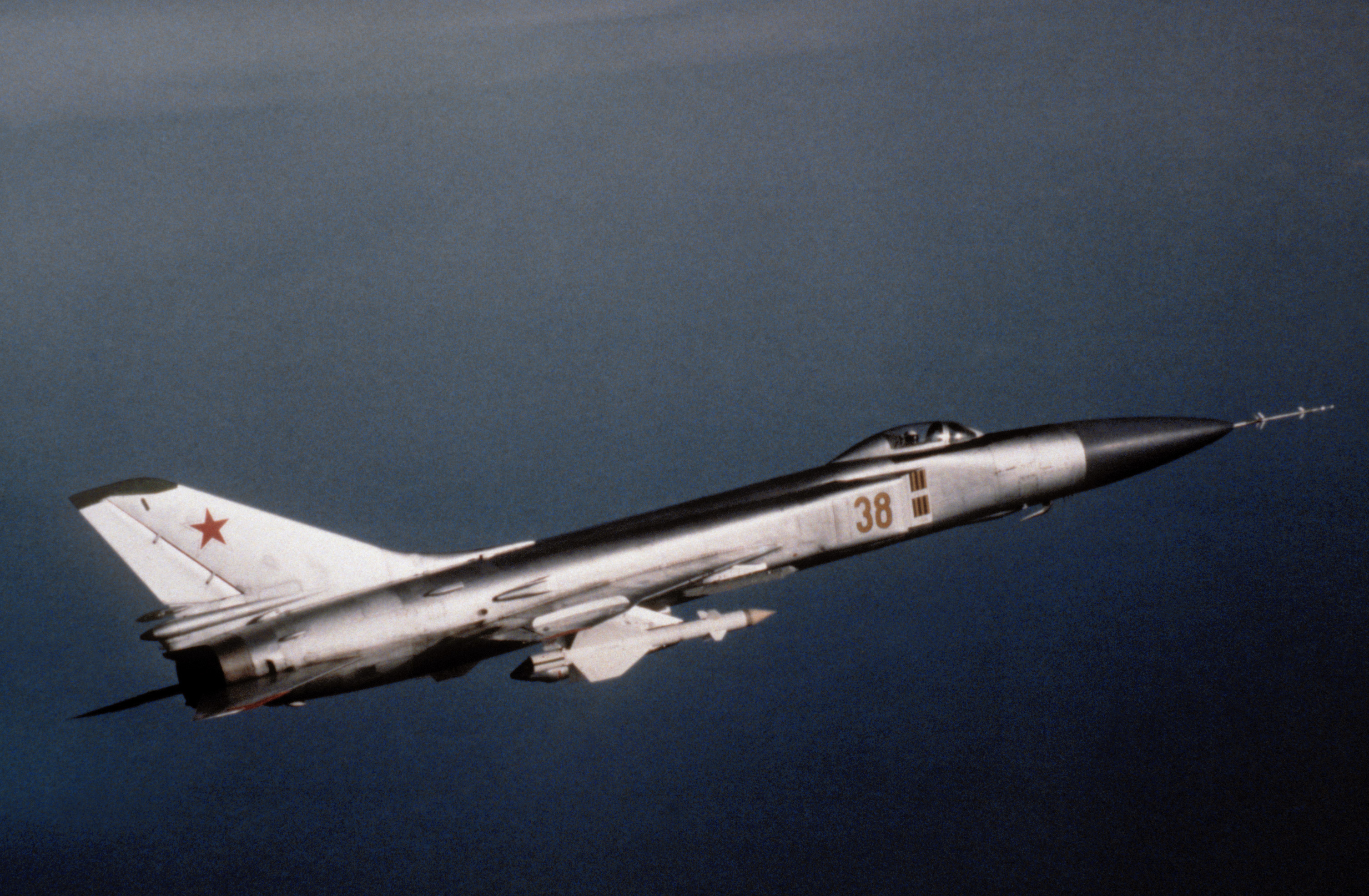
Су-15
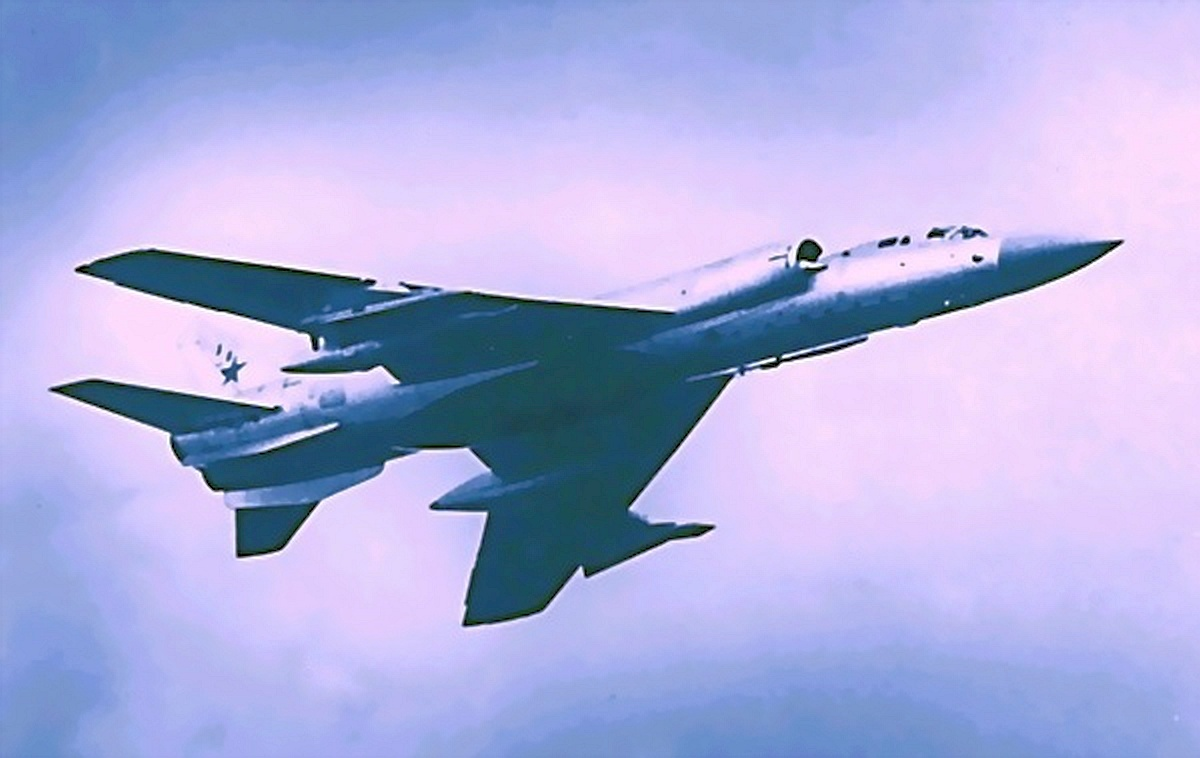
Ту-128
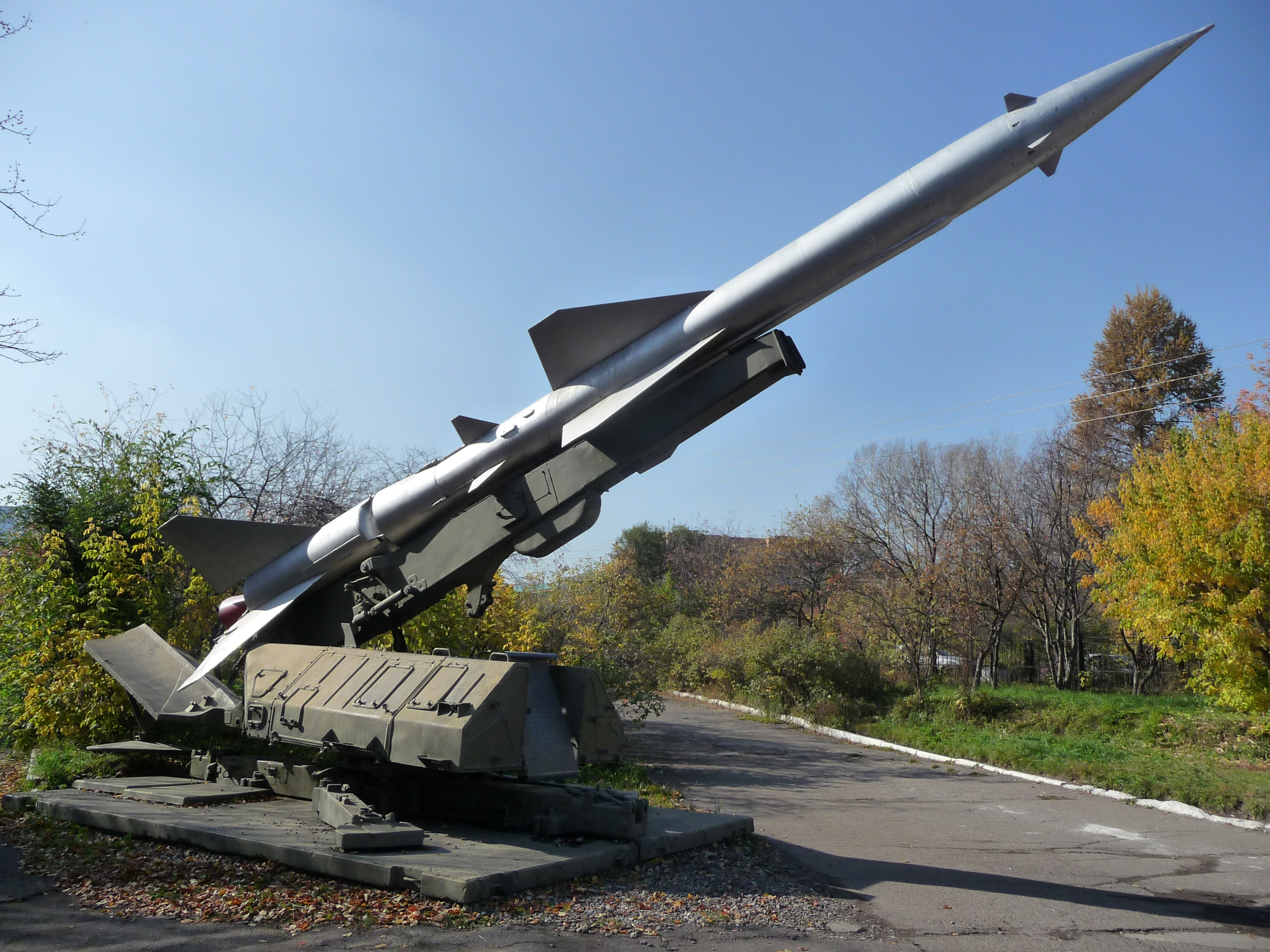
ЗРК С-75
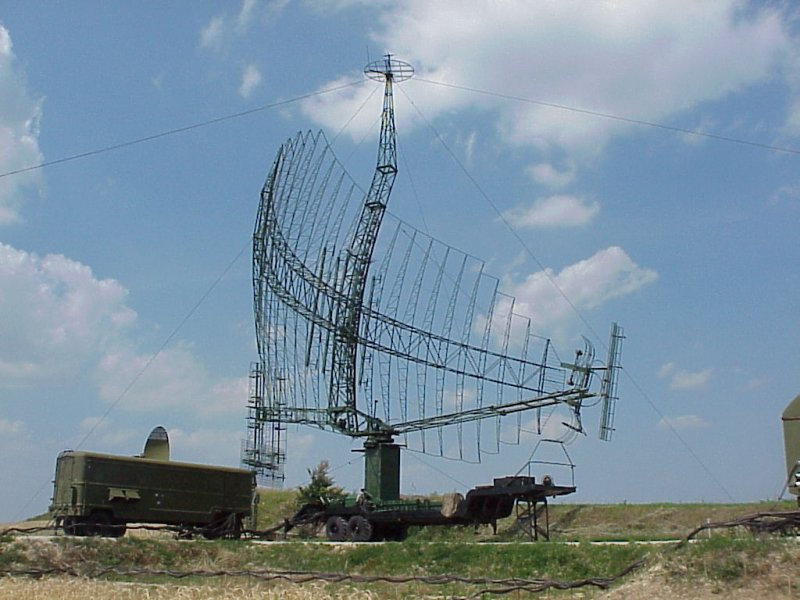
РЛС П-14

## Командиры соединения
- генерал-майор Парамонов, Виктор Иванович (с 1960—1961);
- полковник Мелихов, Станислав Иванович;
- генерал-майор Гущо, Михаил Андреевич (1963—1970);
- полковник Высовень, Василий Степанович (1970 — 1 сентября 1973);
- генерал-майор Линник А. П.(с сет. 1973);
- полковник Бражников Ю. Т.
- полковник Петров Ю. П. (до 1980);
- генерал-майор Мельников. (до 1984);
- генерал-майор Колесов Г. Н. (1984—1988)
- полковник Горб В. Н. (94-я дивизия ПВО 1988-).

## Мукденские части и соединения Советской Армии
Другие части и соединения Советской Армии, носившие почётное наименование «Мукденских»:
- 113-й стрелковый корпус;
- 6-я гвардейская мотострелковая бригада,
- 4-й отдельный гвардейский мотоциклетный полк;
- 14-й отдельный гвардейский мотоциклетный батальон;
- 20-я гвардейская танковая бригада;
- 735-й самоходный артиллерийский полк;
- 1-й отдельный моторизованный понтонно-мостовой батальон;
- 4-й отдельный гвардейский полк связи;
- 449-й отдельный линейный батальон связи;
- 246-я истребительная авиационная дивизия;
- 316-я штурмовая авиационная дивизия;
- 12-й отдельный разведывательный авиационный полк;
- 95-й район авиационного базирования.